# بيليون (دوديكانيسوس)
بيليون (Πυλίον) هي مدينة في دوديكانيسيا في مقاطعة جنوب إيجة في اليونان.